# Jos Janssens (wielrenner)
Jos Janssens (28 oktober 1932) is een voormalig Belgisch wielrenner die in de periode 1959-1965 professioneel actief was. Na zijn carrière als professioneel wielrenner was hij ook actief als ploegleider en onder andere als verzorger van wielrenner Eddy Merckx.

## Voornaamste ereplaatsen
1965
- 4e Dwars door Vlaanderen 1965